# Крукстаун (Килдэр)
Крукстаун (англ. Crookstown; ирл. An Baile Gallda, «город чужаков») — деревня в Ирландии, находится в графстве Килдэр (провинция Ленстер) у бывшей трассы N9 (ныне огибающей деревню), там, где она встречается с дорогой R415.